# Physoglenes vivesi
Physoglenes vivesi är en spindelart som beskrevs av Simon 1904. Physoglenes vivesi ingår i släktet Physoglenes och familjen Synotaxidae. Inga underarter finns listade i Catalogue of Life.